# Haliaeetus
A Haliaeetus a madarak (Aves) osztályának a vágómadár-alakúak (Accipitriformes) rendjébe, ezen belül a vágómadárfélék (Accipitridae) családjába tartozó nem.

## Rendszerezés
A nembe az alábbi 8 faj tartozik:
- fehérfejű rétisas (Haliaeetus leucocephalus)
- fehérhasú rétisas (Haliaeetus leucogaster)
- lármás rétisas (Haliaeetus vocifer)
- madagaszkári rétisas (Haliaeetus vociferoides)
- óriásrétisas (Haliaeetus pelagicus)
- rétisas (Haliaeetus albicilla)
- Salamon-szigeteki rétisas (Haliaeetus sanfordi)
- szalagos rétisas (Haliaeetus leucoryphus)